# 赫伯特·科普兰
赫伯特·科普兰（英語：Herbert Faulkner Copeland，1902年05月21日—1968年10月15日）是一位美国生物学家，主要贡献为生物界的划分。他将单细胞生物分为两界：原核生物界和原生生物界。1966年，他将细菌和蓝藻归入原核生物界。
他的父亲埃德温·科普兰是菲律賓大學洛斯巴諾斯校區农学院的创始人，也是一位知名的蕨类植物学家。

## 著作
- "The kingdoms of organisms", Quarterly review of biology v.13, p. 383-420, 1938.
- The classification of lower organisms, Palo Alto, Calif., Pacific Books, 1956.